# 더치 맨틀

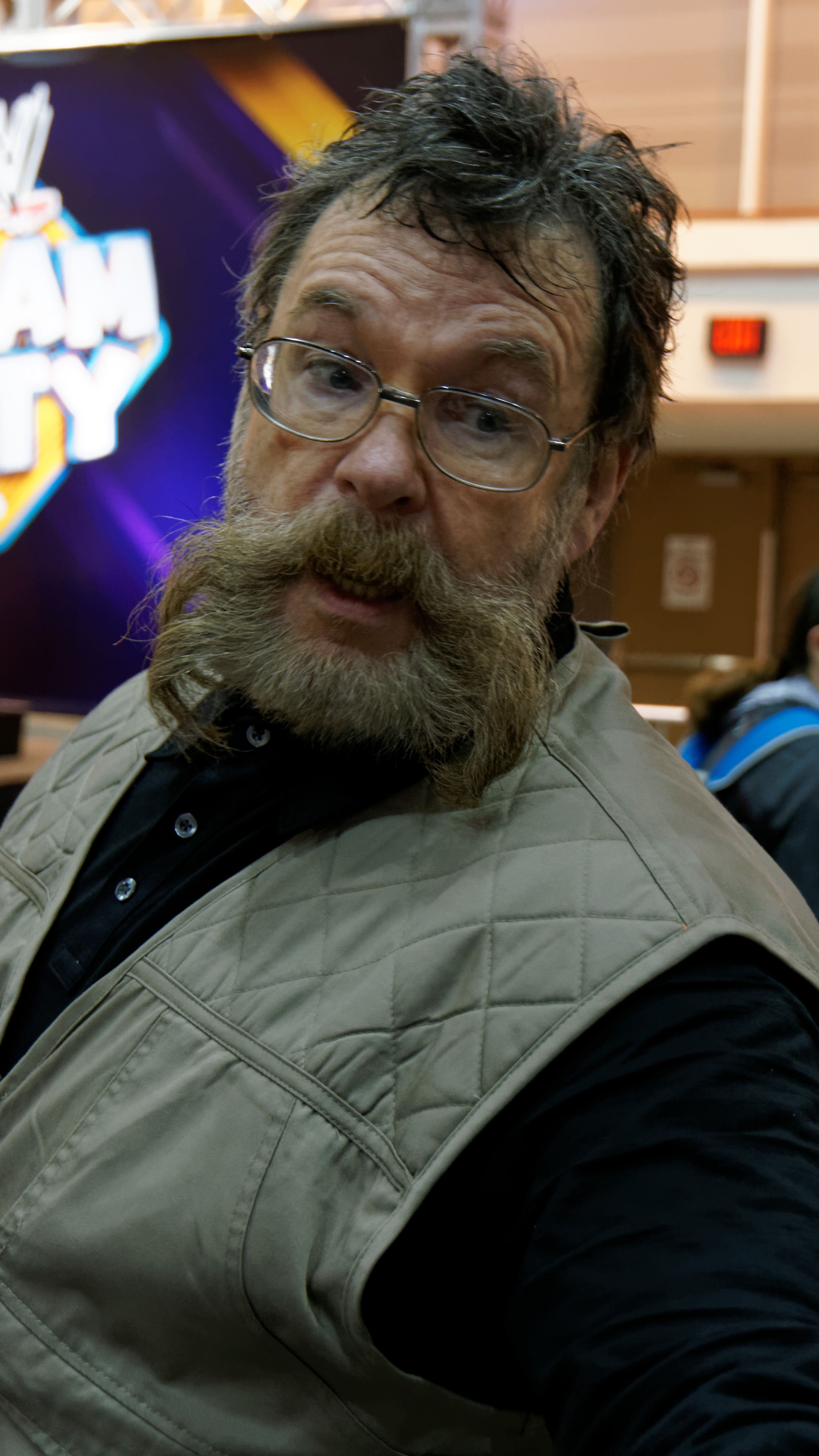

더치 맨틀(영어: Dutch Mantel)은 본명은 웨인 모리스 키온(영어: Wayne Maurice Keown, 1949년 11월 29일 ~ )은 WWE 링네임 젭 콜터(Zeb Colter)로 잘 알려진 미국의 남자 프로레슬링선수다. 키는 183cm 몸무게는 102kg이다. 피니쉬는 숏 암 크로스라인, 런닝 엘보우 드롭으로 사용을 한다. 젊은 시절에 군에 입대하며 미 육군 25보병사단 소속으로 복무하였고 베트남 전쟁에 참전하기도 했다. 1972년 프로레슬러 데뷔를 하였고 북미 지역의 여러 독립 단체와 일본 단체 전일본 프로레슬링, UWF에서 활약하였다. 1990년 선수로서 은퇴하고 이후 WCW, 여러 독립 단체 등지에서 관계자로 활약하였다. 1994년 WWF와 계약하여 1996년까지 활약하였고 이시기에 저스틴 브래드쇼의 매니저로 활약하였다. 1996년 WWF를 나간 이후 푸에르토리코의 프로레슬링 단체인 WWC, IWA에서 각본 업무와 프로듀싱 업무를 담당하였다. 2003년 당시 제프 제럿의 단체였던 TNA와 계약하며 각본 업무와 프로듀싱 업무를 담당하였고 2009년 7월 31일자로 TNA를 퇴사하고 2012년까지 독립 단체에서 활약하다가 2013년 2월 11일 WWE raw에서 잭 스웨거의 매니저로 등장을 했다. 2014년 6월 30일 알렉산더 루세프랑 대립을 하면서 잭 스웨거랑 같이 선역으로 돌아오게 된다. 2016년 5월 6일자로 WWE의 방출러쉬에 휘말려 방출당하고 방출 1시간만에 제프 제럿의 GFW와 계약을 체결하고 6월 11일 흥행에 출연하였다. 2016년 11월 캐나다의 스포츠 기획 회사인 앤섬 스포츠 앤 엔터테인먼트가 당시 TNA의 사장인 딕시 카터로부터 TNA의 85% 지분을 인수하며 대주주가 되었고 TNA의 창립자인 제프 제럿을 TNA에 합류시키게 되었다. 2017년 3월 9일월 제럿의 사람이었던 맨틀이 TNA와 계약하며 각본진으로 다시 활약하게 되었고 등장을 한다.